# Lewis Black
Lewis Black, född 30 augusti 1948 i Washington D.C., är en amerikansk ståuppkomiker och skådespelare. Han kännetecknas av en stil där han ofta verkar få små sammanbrott, följt av plötsliga korta utfall. Han kritiserar skarpt politiker i största allmänhet, men även trender, kulturella fenomen, historia och religion (Black är ateist, men han uppfostrades i en judisk familj i Silver Spring, Maryland, USA av föräldrarna Jeannette och Sam Black).